# 大阪市立図書館
大阪市立図書館（おおさかしりつとしょかん）は、大阪市が市内に設置している公共図書館の総称。

## 概要
大阪市内の24行政区にそれぞれ1館ずつあり、西区に本館の大阪市立中央図書館が、他の23区に地域図書館が設置されている。地域図書館は、中央区にあるものを除き、全て館名と区名が一致する。自動車文庫（移動図書館）も2台ある。
資料（CD・DVD等も含む）は、1人15点、15日間借りられる。また、貸出した館以外での返却も可能である。館内にはオムリス (OMLIS、Osaka Municipal Library Information System) の専用端末があり、全館の資料の検索が出来る。電話による音声応答サービスでは返却期限の確認と延長手続き、取り置きされている予約の件数確認が可能。インターネット（携帯電話を含む）で資料検索や貸出予約も可能。1人15点まで（うちDVD・CD・カセットはあわせて5点まで）予約可能。
資料を借りるには、「図書館カード」を作る必要がある。図書館カードは全館共通（自動車文庫を除く）だが、24館それぞれで発行していた頃のものは色が違う。（参照→）発行した館以外でも使用可能。
図書館カードなどに描かれているイメージキャラクターは、オムリン。頭がO (Osaka)、本がM (Municipal)、からだがL (Library) と、大阪市立図書館 (Osaka Municipal Library) の頭文字をデザインしている。
各館にある多機能オムリスでは、新聞・雑誌記事や法律・判例情報などの商用データベースを無料で利用することができる。ただし、検索結果のプリントアウトは1枚10～70円である。
学術書・専門書を中心とした電子書籍サービスを提供している。

## 沿革
1921年（大正10年）に当時の4行政区に1館ずつ、西区阿波座一番町（現：立売堀二丁目）に阿波座図書館、北区西野田玉川町一丁目（現：福島区玉川四丁目）に西野田図書館、南区御蔵跡町（現：浪速区日本橋三丁目）に御蔵跡図書館、東区清水谷西之町（現：天王寺区清水谷町）に清水谷図書館が開館。4館とも大正天皇御大典記念事業で開園した小公園に隣接して設置された。

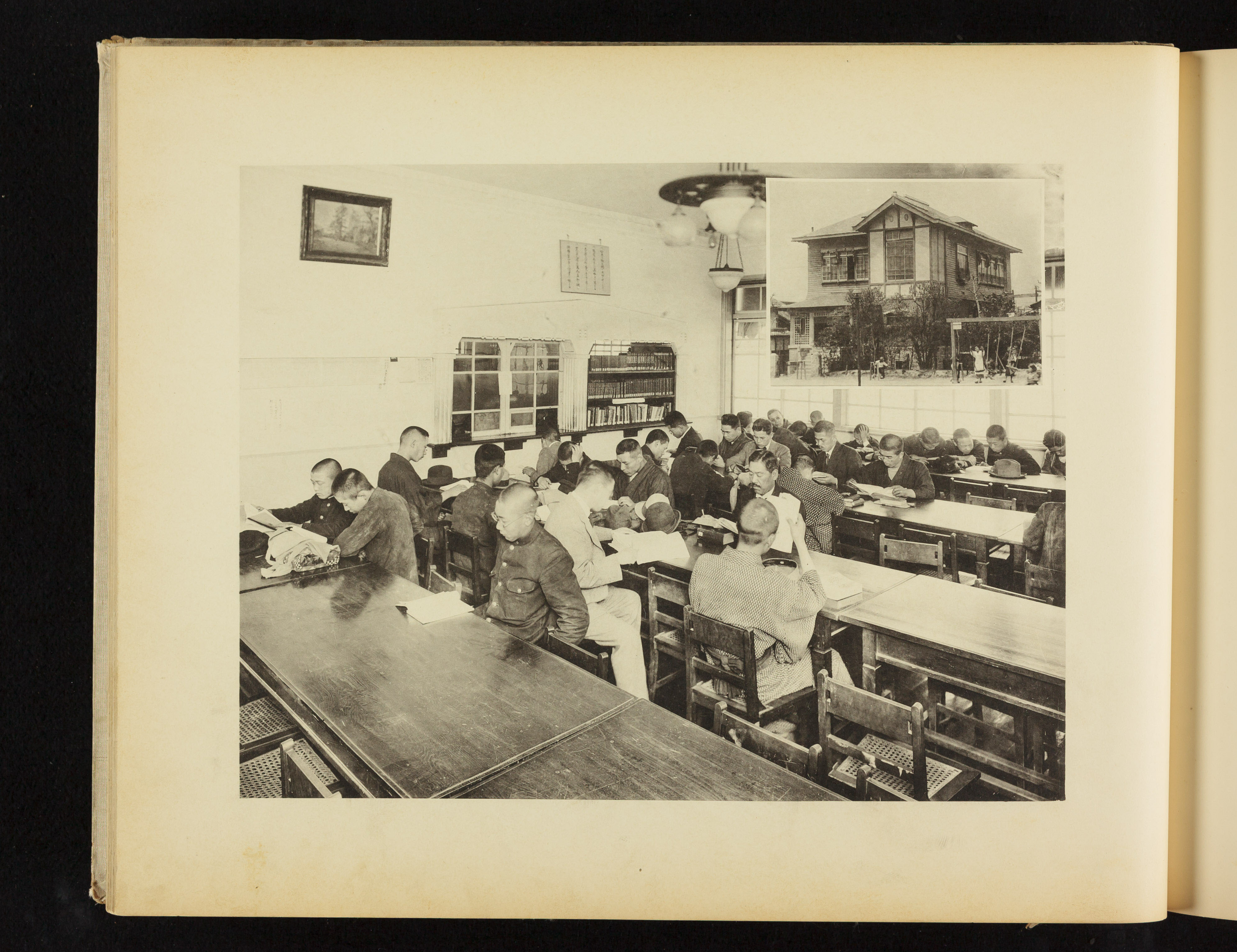
『大阪市大観』市立図書館(清水谷図書館)

1925年（大正14年）の大阪市第二次市域拡張に伴って、西成区花園町（現：花園南一丁目）に旧西成郡今宮町立図書館を継承した市立今宮図書館、翌1926年（大正15年）には東成区鴫野町（現：城東区鴫野東三丁目）に旧東成郡城東村から寄付された建物を転用した市立城東図書館（現：大阪市立城東図書館とは異なる）が開館し、計6館となった。
しかし、太平洋戦争の激化に伴い、清水谷図書館は1944年（昭和19年）に建物疎開の対象となって取り壊された。清水谷図書館の蔵書は南区鰻谷東之町（現：中央区島之内一丁目）の旧育英商工学校校舎（現：大阪市立南中学校敷地付近）に移動させ、「大阪市立育英図書館」と改称した上で、蔵書整理が済み次第移転開館する計画だった。しかし、実際の開館には至らないまま、1945年（昭和20年）3月13日の第1回大阪大空襲で建物を焼失した。
また、阿波座・西野田・御蔵跡・城東の市立図書館4館は1944年（昭和19年）に戦時託児所に転用されて休止となった。残った今宮図書館も第1回大阪大空襲で焼失し、市立図書館の機能は停止した。なお、休止中の阿波座・御蔵跡の2館もこの大空襲で焼失している。
終戦後の1946年（昭和21年）、南区難波新地五番町（現：中央区難波三丁目）の大阪市立精華小学校内に「大阪市立育英図書館」として復興開館した。
1950年（昭和25年）には北区新川崎町（現：天満橋一丁目）の桜宮公会堂内に移転し「大阪市立図書館」と改称した。1952年（昭和27年）には天王寺区茶臼山町の天王寺公園内に大阪市立図書館本館が竣工し、従来の本館を分館扱いに変更した。
その後1961年（昭和36年）には西区北堀江御池通六丁目（現：北堀江四丁目）に大阪市立中央図書館が設置された。これに伴い、従来の大阪市立図書館本館を中央図書館の分館扱いに変更して天王寺図書館へ、従来の大阪市立図書館分館も「桜宮図書館」に改称された（1980年に廃館）。1970年代から1980年代には各行政区に順次地域図書館を整備し、1989年（平成元年）には全区に図書館が設置された。

### 年表
- 1921年（大正10年）
  - 6月20日 - 阿波座図書館・西野田図書館の2館が開館。
  - 10月1日 - 御蔵跡図書館・清水谷図書館の2館が開館。
- 1922年（大正11年）8月1日 - 西成郡今宮町大字花園に今宮町立図書館が開館。
- 1925年（大正14年）4月1日 - 周辺市町村の編入（第二次市域拡張）により、今宮町立図書館を市立今宮図書館として引き継ぐ。
- 1926年（大正15年）11月1日 - 城東図書館が開館。
- 1930年（昭和5年）3月 - 建物のシロアリ被害により、清水谷図書館の閲覧を休止。
- 1944年（昭和19年）4月
  - - 戦争の激化に伴い、阿波座・西野田・御蔵跡・城東の4図書館は戦時託児所へ転用して休止。
  - - 清水谷図書館が建物疎開。南区に移転して大阪市立育英図書館へ改組。
- 1945年（昭和20年）3月13日 - 今宮・育英・阿波座・御蔵跡の各館、第1回大阪大空襲で被災して焼失。市立図書館の機能を停止。
- 1946年（昭和21年）7月1日 - 大阪市立精華小学校内に「大阪市立育英図書館」として復興開館。
- 1950年（昭和25年）6月1日 - 北区桜宮公会堂内に移転し「大阪市立図書館」となる。
- 1952年（昭和27年）12月1日 - 天王寺公園内に大阪市立図書館本館が開館。従来の大阪市立図書館を分館とする。
- 1961年（昭和36年）
  - 6月29日 - 大阪市立中央図書館を設置することに伴い、従来の大阪市立図書館本館を天王寺図書館、分館を大阪市立桜宮図書館へ改編。
  - 11月1日 - 大阪市立中央図書館が現在地に開館。
- 1967年（昭和42年） - 自動車文庫の運行開始（当時、天王寺図書館の所属）。
- 1970年（昭和45年）11月「図書館をみんなのものにする会」が、自動車文庫（移動図書館）と図書館の増設を大阪市会に請願し、全会一致で採択される。
- 1971年（昭和46年）7月 - 自動車文庫を「まちかど号」と命名。
- 1972年（昭和47年） - 1989年 （平成元年）- 各行政区に順次、地域図書館を設置。
  - 1972年（昭和47年）：東住吉（1974年分区により平野図書館に改称）、西淀川
  - 1973年（昭和48年）：城東
  - 1975年（昭和50年）：旭、阿倍野
  - 1976年（昭和51年）：東成、鶴見
  - 1977年（昭和52年）：住之江、此花
  - 1978年（昭和53年）：都島
  - 1979年（昭和54年）：東住吉
  - 1980年（昭和55年）：東淀川
  - 1981年（昭和56年）：生野
  - 1982年（昭和57年）：港、住吉
  - 1983年（昭和58年）：淀川
  - 1984年（昭和59年）：浪速、大淀（1989年合区により北図書館に改称）
  - 1985年（昭和60年）：西成
  - 1986年（昭和61年）：大正
  - 1987年（昭和62年）：福島
  - 1989年（平成元年）：島之内（中央区）
- 1980年（昭和55年）3月31日 - 桜宮図書館を廃止。
- 1985年（昭和60年）
  - 4月 - 自動車文庫「まちかど号」を中央図書館へ所属変更。
  - 4月13日 - 天王寺図書館が移転開館。
- 1992年（平成4年） - 中央図書館建て替えのため、四つ橋・旧大阪市立電気科学館跡に仮移転。
- 1996年（平成8年）7月2日 - 中央図書館の建て替え工事完了し、現在地に再開館。
- 1998年（平成10年）3月7日 - 東淀川図書館が移転開館。
- 2000年（平成12年）1月15日 - 旭図書館が移転開館。
- 2001年（平成13年）10月19日 - 平野図書館が移転開館。
- 2002年（平成14年）1月17日 - 阿倍野図書館が移転開館。
- 2005年（平成17年）
  - 5月10日 - 鶴見図書館が移転開館。
  - 5月17日 - 西淀川図書館が移転開館。
- 2008年（平成20年）1月5日 - 住吉図書館が移転開館。
- 2009年（平成21年） - Library of the Year 2009大賞を受賞。
- 2011年（平成23年）1月4日 - 東成図書館が移転開館。
- 2016年（平成28年）3月14日 - 城東図書館の建て替え工事完了し、現在地に再開館。
- 2017年（平成29年） - Library of the Year 2017優秀賞を受賞[3]。大賞、優秀賞を2度受賞したのは史上初である。
- 2019年（平成31年）3月 - 公共図書館としては初めて、総務省のICT地域活性化大賞2019優秀賞及び一般社団法人オープン＆ビッグデータ活用・地方創生推進機構（VLED）の2018年度勝手表彰貢献賞を受賞。
- 2024年（令和6年）4月1日 - 大阪市立港図書館が大阪市港区磯路1丁目7番17号の港区土地区画整理記念・交流会館4階に移転[4]。

## 図書館一覧
| 図書館名                                                                                          | 住所                     | 登録者数  | 貸出冊数    | 蔵書図書数  | 延床面積  | 閲覧室   | 開館   |
| ------------------------------------------------------------------------------------------------- | ------------------------ | --------- | ----------- | ----------- | --------- | -------- | ------ |
| 中央図書館                                                                                        | 西区北堀江4-3-2          | 111,686人 | 2,678,262冊 | 2,138,820冊 | 34,533㎡  | 7,840㎡  | 1961年 |
| 北図書館                                                                                          | 北区本庄東3-8-2          | 12,746人  | 347,410冊   | 65,724冊    | 611㎡     | 342㎡    | 1984年 |
| 都島図書館                                                                                        | 都島区中野町2-16-25      | 15,959人  | 436,349冊   | 63,880冊    | 662㎡     | 402㎡    | 1978年 |
| 福島図書館                                                                                        | 福島区吉野3-17-23        | 12,487人  | 380,730冊   | 74,926冊    | 664㎡     | 411㎡    | 1987年 |
| 此花図書館                                                                                        | 此花区四貫島1-1-18       | 8,434人   | 230,078冊   | 71,984冊    | 833㎡     | 430㎡    | 1977年 |
| 島之内図書館                                                                                      | 中央区島之内2-12-31      | 9,196人   | 247,039冊   | 80,895冊    | 872㎡     | 570㎡    | 1989年 |
| 港図書館                                                                                          | 港区磯路1-7-17           | 9,564人   | 268,379冊   | 63,241冊    | 1420.93㎡ | 687.16㎡ | 1982年 |
| 大正図書館                                                                                        | 大正区千島2-6-15         | 7,550人   | 173,693冊   | 66,034冊    | 644㎡     | 369㎡    | 1986年 |
| 天王寺図書館                                                                                      | 天王寺区上之宮町4-47     | 15,044人  | 447,450冊   | 100,236冊   | 1,138㎡   | 647㎡    | 1985年 |
| 浪速図書館                                                                                        | 浪速区敷津西1-5-23       | 6,001人   | 154,654冊   | 66,932冊    | 606㎡     | 419㎡    | 1984年 |
| 西淀川図書館                                                                                      | 西淀川区御幣島1-2-10     | 21,386人  | 556,850冊   | 104,151冊   | 1,499㎡   | 888㎡    | 1972年 |
| 淀川図書館                                                                                        | 淀川区新北野1-10-14      | 15,010人  | 332,799冊   | 71,034冊    | 621㎡     | 359㎡    | 1983年 |
| 東淀川図書館                                                                                      | 東淀川区東淡路1-4-53     | 16,877人  | 493,508冊   | 103,502冊   | 1,209㎡   | 698㎡    | 1980年 |
| 東成図書館                                                                                        | 東成区大今里西3-2-17     | 22,746人  | 474,511冊   | 86,102冊    | 1,480㎡   | 786㎡    | 1976年 |
| 生野図書館                                                                                        | 生野区勝山南4-7-11       | 9,535人   | 244,270冊   | 70,982冊    | 894㎡     | 409㎡    | 1981年 |
| 旭図書館                                                                                          | 旭区中宮1-11-14          | 20,642人  | 615,135冊   | 99,022冊    | 1,480㎡   | 784㎡    | 1975年 |
| 城東図書館                                                                                        | 城東区中央3-5-11         | 14,855人  | 422,611冊   | 78,305冊    | 1,270㎡   | 784㎡    | 1973年 |
| 鶴見図書館                                                                                        | 鶴見区横堤5-3-15         | 25,895人  | 666,999冊   | 99,776冊    | 1,473㎡   | 793㎡    | 1976年 |
| 阿倍野図書館                                                                                      | 阿倍野区阿倍野筋4-19-118 | 25,066人  | 555,195冊   | 97,443冊    | 1,467㎡   | 786㎡    | 1975年 |
| 住之江図書館                                                                                      | 住之江区南加賀屋3-1-20   | 11,663人  | 316,163冊   | 73,078冊    | 789㎡     | 399㎡    | 1977年 |
| 住吉図書館                                                                                        | 住吉区南住吉3-15-57      | 30,378人  | 768,229冊   | 101,059冊   | 1,512㎡   | 845㎡    | 1982年 |
| 東住吉図書館                                                                                      | 東住吉区東田辺2-11-28    | 13,498人  | 482,449冊   | 66,842冊    | 630㎡     | 385㎡    | 1979年 |
| 平野図書館                                                                                        | 平野区平野東1-8-2        | 19,692人  | 554,903冊   | 92,798冊    | 1,599㎡   | 801㎡    | 1972年 |
| 西成図書館                                                                                        | 西成区岸里1-1-50         | 9,874人   | 289,488冊   | 63,424冊    | 607㎡     | 517㎡    | 1985年 |
| 登録者数と貸出冊数は2013年度、蔵書図書数は2014年3月末の統計。港図書館の面積は2024年建替後の面積。 |                          |           |             |             |           |          |        |

### 桜宮図書館
大阪市立桜宮図書館（おおさかしりつさくらのみやとしょかん）は、1950年（昭和25年）、大阪市北区天満橋1丁目1番1号の旧桜宮公会堂2階に大阪市立育英図書館を移転させる形で「大阪市立図書館」として開館した。1952年（昭和27年）に天王寺へ本館が移転した後は市立図書館分館となり、1961年（昭和36年）の中央図書館設置に伴い「桜宮図書館」に改称される。
所在地は北区であったが都島区との境界付近にあり、1978年（昭和53年）には近接して都島図書館が開館して以降は同館の管理下に置かれた。1980年（昭和55年）に廃館。北区には4年後に北図書館が開館しているが、組織上は北図書館や蔵書の一部を継承した都島図書館との連続性を持たず、中央図書館へ吸収された形となっている。

## 開館時間
中央図書館は開館時間が異なるため、当該項目を参照。
- 火曜日 - 金曜日：午前10時 - 午後7時
- 土曜日・日曜日・祝休日・7月21日から8月31日の期間の月曜日：午前10時 - 午後5時

## 休館日
中央図書館は休館日が異なるため、当該項目を参照。
- 毎週月曜日（祝休日にあたる場合と7月21日から8月31日の期間の月曜日は開館）
- 毎月第3木曜日（祝休日にあたる場合は開館）
- 年末年始
- 蔵書点検期間（図書館ごとに異なる）

## 自動車図書館
2台の「まちかど号」（中央図書館所属）が月に1度、大阪市内の巡回場所を巡回する。
- 所蔵図書：約9万冊
- まちかど1号－積載冊数：2900冊、運行開始年度：1967年（昭和42年）度
- まちかど2号－積載冊数：2900冊、運行開始年度：1976年（昭和51年）度

## 思い出のこし事業
大阪市立図書館を構成する全24館が2016年（平成28年）から取り組んでいる事業で、図書館の利用者から「街の思い出」を収集し、図書館職員が補足・追加情報を加えて公開するというものである。事業のきっかけとなったのは、図書館のレファレンス担当者が所蔵資料から十分なレファレンスを提供できなくて困っていたところ、図書館ボランティアや常連の利用者に聞いてみるとたやすく情報が得られたという経験であった。さらに府外の図書館からのレファレンス依頼に応じる際にA4サイズの用紙1枚で地域情報がまとまっていれば容易に情報提供ができるという発想が生まれ、2013年（平成25年）に住吉図書館が情報収集を開始した。
この事業で収集する「思い出」は過去の出来事に限定しておらず、将来的に過去となる現在の出来事も収集対象となる。図書館利用者は館内に設置された用紙に思い出を記入し、投稿する。図書館職員は投稿された情報にレファレンス業務で培った郷土資料情報などから情報を付加して、利用者の主観的な思い出に客観的事実を補足する。こうしてまとめられた「思い出」は館内で公開し、一般利用者に提供する。こうすることで、正式名称と利用者の間の呼称が違う施設（駄菓子屋、公園など）であっても情報の検索ができ、補足情報に図書館の所蔵資料情報を書き込むことで、利用者に資料案内をすることができる。